# Bret Harte
Francis Bret Harte (Albany, 25 de agosto de 1836 – Camberley, Surrey, 6 de maio de 1902) foi um escritor e poeta estadunidense.